# Jerónimo Podestá
Jerónimo José Podestá (8. srpna 1920, Ramos Mejía, Argentina – 23. června 2000, Buenos Aires, Argentina) byl argentinský katolický kněz a biskup.
Do semináře v La Plata vstoupil v roce 1940, vysvěcen na kněze byl o šest let později. Studoval také na univerzitě Gregoriana v Římě.
V prosinci 1962 byl vysvěcen na biskupa, stal se hlavou diecéze Avellaneda (1962-1967). Zúčastnil se tří zasedání Druhého vatikánského koncilu a byl nadšeným stoupencem jeho závěrů.
Podestá v Argentině čelil nařčením, že udržoval kontakt s příznivci Juana Peróna, který byl hlavou státu v letech 1946 až 1955. Pozdější prezident Juan Carlos Onganía, který se v roce 1966 zmocnil úřadu vojenským pučem zvaným Argentinská revoluce, o rok později označil Jerónima Podestá za jejího úhlavního nepřítele.
V roce 1966 se Podestá poprvé setkal s Clelií Luro, matkou šesti dětí, která již nežila se svým manželem. Navázal s ní osobní vztah, a následujícího roku tak rezignoval na svou funkci. V roce 1972 se s Clelií oženil. Stal se prezidentem Latinskoamerické federace ženatých kněží (Federación Latinoamericana de Sacerdotes Casados).
O dva roky později opustil svou zemi kvůli výhrůžkám smrtí ze strany Argentinské antikomunistické aliance (Alianza Anticomunista Argentina) a vrátil se až roku 1983 po pádu vojenské diktatury.
Ke konci svého života byl chudý a téměř zapomenut. Když umíral, jediným představitelem argentinské církve, který jej navštívil v nemocnici, byl arcibiskup Buenos Aires Jorge Mario Bergoglio, pozdější papež František. Podestá zemřel v červnu 2000 v Buenos Aires, Clelia Luro tamtéž v listopadu 2013.